# 肺表面活性物质

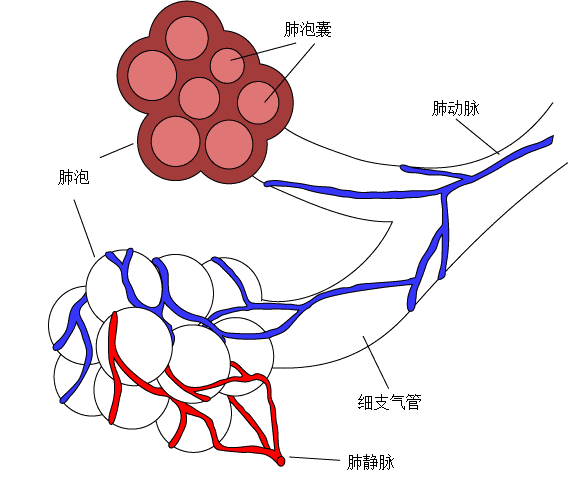
肺泡示意图，上侧为肺泡剖面，下侧为大致外观

肺表面活性物质（英語：Pulmonary surfactant），也称肺表面活性剂，是一种肺泡形成的表面活性脂蛋白复合体。表面活性物质一般具有亲和性不同的两端。在肺中，蛋白质和脂类形成同时具有的亲水端和疏水端的表面活性物质，两端主要由二棕榈酰磷脂酰胆碱（DPPC）这一脂类结构连接。这一物质吸附在肺泡的液体和空气交界面，利用亲水基团朝向肺内液体一侧，用疏水基团朝向空气一侧，得以减少肺泡液体-空气交界面的表面张力，避免肺泡因为表面张力过大而塌陷。肺表面活性剂的药物属于世界卫生组织基本药物标准清单范畴，是基础醫療系統最重要的药物之一。

## 功能

### 原理
根据拉普拉斯法则，因为肺泡被包裹在肺液体中，可视为水中的气泡。表面张力作用于水液交界面，气压（P）需要保持表面张力（γ）带来的收缩力和半径r的肺泡内气体的扩张力的平衡：
{\displaystyle P={\frac {2\gamma }{r}}}
由于肺表面活性物质的存在，肺泡内收縮力减小，从而避免了呼气末期肺不张，即肺的内陷；补充肺表面活性物质，可以修复塌陷的气道。

### 呼吸
肺表面活性物质可以增加肺顺应性。肺顺应性指肺和胸扩张的能力，被定义为肺部单位压强变化所对应的容量变化，具体则是通过测量一定气压下呼吸时肺容量变化获得呼气时超出吸气时的容量差。这一差值是由于空气-液体交界面的表面张力所产生的遲滯現象的体现。表面活性物质可以减少这一肺泡表面张力，而新生儿呼吸窘迫综合征中，患儿缺乏表面活化物质易导致肺泡表面张力太大。水的正常表面张力为70dyn/cm（70mN/m），而肺中肺泡的液面表面张力为25dyn/cm（25mN/m）；让在呼气结束时，压缩紧致的表面活化物质将表面张力减小到接近零的水准。肺泡表面活性物质因而通过减轻吸气的难度，极大程度上减小了表面张力，增加了顺应性，减少了肺的工作负担。肺顺应性和通气水平会受到组织减少或纤维化的影响而下降。
表面张性组织促进液体由毛细血管进入肺泡空间，可以减少液体积累与气道干燥。

### 免疫
肺表面活性物质的免疫功能主要与SP-A蛋白和SP-D蛋白有关。二者可以与病原体表面糖结合，使得后者更易被噬菌细胞吞噬。肺表面活性物质也调节炎症反应，与适应性免疫反应有关联。表面活性物质的降解或者失活易致肺部炎症及感染。

## 新陈与代谢
在人体中，肺表面活性物质在肺泡囊时期产生自肺泡第二型细胞，孕期第20周左右板层体会出现在其细胞质中。这些小体通过胞吐作用被分泌到表面水层，沿着肺泡上面延展开来，形成一层管状髓磷脂的网络。此外，棒状细胞也会产生一部分肺部表面活性物质。成年人与足期婴儿的肺泡相较早产儿有着更多的表面活性物质，因而有着较低的肺泡表面张力；补充表面活性剂则被证实可以帮助早产儿减少呼吸困难。
肺泡表面活性物质的生物半衰期大约是5-8小时。自分泌后5-8小时候，它就会被巨噬细胞分解掉，或者被板层结构中的肺泡壁细胞重吸收，或者二者兼有之。多达90%的表面活性剂被重吸收回收，而剩余多位巨噬细胞所分解。肺泡壁细胞的重吸收被认为是透过SP-A介导刺激相应受体，引发依赖网格蛋白的內吞作用实现。

## 研究历史
1920年代末，von Neergaard发现肺表面活性物质减小表面张力、增加肺顺应性的功能，但是这一发现在那个年代并未被医学界所重视。von Neergaard亦认识到新生儿肺部保持较低表面张力的重要性。直到1950年代中期，Pattle和Clements才重新发现了肺表面活性物质和低表面张力的意义；而到了1950年代末，肺表面活性物质的缺乏被发现是新生儿呼吸窘迫综合征的原因。

## 相关疾病
- 新生儿呼吸窘迫综合征
- 先天性肺表面物质功能障碍
- 肺泡蛋白质沉积症
- 肺表面活性物质代谢